# Древо Иессеево (иконография)
Древо Иессеево (Корень Иессеев, Лоза Иессеева) — иконографический сюжет, представляющий собой аллегорическое изображение родословия Иисуса Христа. Изображение «Древа» встречаются как в иконописном, так и во фресковом и мозаичном исполнении. Появление композиции в виде «Древа» связывают со строками из книги Исайи: «И произойдет отрасль от корня Иессеева, и ветвь произрастет от корня его» (Ис. 11:1).
Возможно, что появление этого сюжета связано с полемикой против дуалистических ересей, отрицавших Ветхий Завет и ветхозаветных пророков. Композиция демонстрирует преемственность Ветхого и Нового Заветов, опираясь на приведённое в Евангелии от Матфея родословие Иисуса Христа (Мф. 1:1-17).
В «Ермении» — иконописном подлиннике, составленном Дионисием Фурноаграфиотом в XVII веке — даётся следующее описание композиции:
Праведный Иессей спит. Из-под плеча его выходят три ствола с ветвями; из них два малые обвились около него, а третий, великий, растет вверх, и на нем в ветвистых кругах видны еврейские цари от Давида до Христа: — первый — Давид с арфою; выше его Соломон с книгою закрытою, выше Соломона прочие цари, по порядку, со скиптрами в руках; а на вершине ветвистого ствола — рождество Христово, и по обе стороны его, в ветвях, пророки с пророчествами взирают и указывают на Христа.
В «Ерминии» предложено изображать «Древо» в южном крыле паперти.

## Развитие композиции
Наиболее ранние известные изображения Родословия Христова относятся к IX веку и принадлежат западноевропейскому искусству. Этот факт позволил предположить исключительно западноевропейское происхождение композиции, однако многие исследователи считают, что этот иконографический сюжет развивался в Византии самостоятельно.
Первоначально родословие Иисуса Христа появилось в книжной миниатюре в иллюминированных кодексах. Так, например, миниатюра данного вида есть в Золотом кодексе из Лорша, евангельском сборнике времён Каролингского возрождения. Композиция иллюстрирует текст Евангелия от Матфея, где приводится родословие Христа (Мф.1:1-16). Миниатюра «Древо Иессеево» есть в Библии чешского короля Вратислава. Здесь композиция ещё не разработана и Иессей изображён с маленьким деревцем, на ветвях которого сидят семь голубков в крестчатых нимбах. Семь голубей символизируют семь даров Святого Духа. Их же мы встречаем на миниатюре из Евангелия аббатства Гросс-Санкт-Мартин из Кёльна. Здесь они изображены на семи медальонах, окружающих нимб Иисуса Христа.
В нынешнем образе композиция появляется в 1144 году на витраже аббатства Сен-Дени. Витраж этот не сохранился, но известна его копия в Шартрском соборе (около 1450 года). Э. Маль предполагает, что автором композиции был известный строитель Сен-Дени аббат Сюжер. Впоследствии эта композиция получила широкое распространение как на латинском западе, так и на православном востоке. Развитие композиции шло в сторону как увеличения количества персонажей, так и введения новых сюжетов.
На вратах Веронского собора Сан-Дзено Маджоре Среди 48-ми бронзовый рельефов, украшающих поверхность врат, есть изображение «Древа Иессеева». Здесь Иессей изображён спящим. Лоза, поднимающаяся из-за его фигуры, увенчивается изображением Иисуса Христа. В завитках лозы изображены фигуры четырёх праотцев. Изображение относится к более позднему времени, чем постройка собора, не ранее XII века.
На рубеже XII—XIII веков в состав «Древа» наряду с ветхозаветными пророками начинают включаться и языческие персонажи. На миниатюре из Псалтыри XIII века из библиотеки в Вольфенбюттеле между пророками изображён Валаам, едущий на ослице, а также античный поэт Вергилий, чьи строки принято было истолковывать как предвозвещение о пришествии Мессии. Другой персонаж языческих преданий — прорицательница сивилла появляется в Псалтыри, написанной для королевы Ингебург. Здесь голову прорицательницы украшает королевская корона. Композиция приобретает более широкий смысл: теперь в число провозвестников Христовых включаются и языческие персонажи, которые ставятся наряду с ветхозаветными пророками. Ожидание пришествия Спасителя приобретает вселенский смысл. Впоследствии античные философы и сивиллы будут часто включаться в композицию «Древа».
На востоке первое известное изображение «Древа» датируется второй половиной XII века (1169 год). Это мозаика базилики Рождества Христова в Вифлееме, выполненная при иерусалимском короле Амори I греческими мастерами. В композиции уже присутствует изображение сивиллы.
В дельнейшем, в XIII—XIV веках эта композиция получает широкое распространение на всём православном востоке: как в Византии, так и на Балканах, а также в Грузии. Среди византийских храмов, получивших изображения «Древа Иессеева», можно назвать церковь Богородицы Мавриотиссы в Кастории (1259—1265), Святой Софии в Трапезунде (1260—1270), святых Апостолов в Фессалонике (после 1315). На Балканах — церковь Святой Троицы монастыря Сопочаны (Сербия, ок. 1265), церковь святого Ахиллия в Арилье (1296), церковь Спасителя в монастыре Жича, (Сербия, около 1220), Богородицы Левишки в Призрене (1310—1313), Вознесения монастыря Дечаны (1348—1350). В Грузии церкви в Кинцвиси (1207) и Сафаре (1-я пол. XIV в.). В этих храмах «Древо» размещено в западном объёме: на стене, в притворе или нартексе.
Своего наибольшего развития композиция достигает в XVI веке, в росписях афонских и румынских церквей. В качестве примеров можно привести трапезную лавры святого Афанасия (1512), монастыря Дохиар. В Румынии — в церкви святой Марии монастыря в Хуморе (1535), церкви великомученика Георгия в Сучаве (ок. 1532—1534), церкви Благовещенья в Молдовице (1537), великомученика Георгия в монастыре села Воронец (1547), церкви Вознесения монастыря Сучевица (ок. 1600). Число языческих философов и писателей в росписях Бачковского монастыря (Болгария), лавры святого Афанасия достигает двенадцати.

## «Древо Иессеево» в русском искусстве
В русском искусстве композиция «Древа Иессеева» не получила такого распространения, как в остальном христианском мире. Первое упоминание «Древа» относится к XIV веку. Епифаний Премудрый в послании к Кириллу Тверскому упоминает о подобной композиции, написанной в московском Благовещенском соборе Феофаном Греком (1405): «В каменной церкви во святомъ Благовѣщении „Корень Иессеевъ“ и „Апоколипьсий“ также исписавый».. Эти фрески не сохранилась, и до середины XVI века мы не встречаем повторения этого сюжета в росписях русских храмов.
«Древо» вновь появляется в росписи Благовещенского собора Московского Кремля, обновлённого после пожара 1447 года. Эта сложная композиция, занимающая почти весь свод галереи, включает в себя более 200 фигур. Примерно в это же время аналогичная композиция появляется и в трапезной церкви Пафнутьева Боровского монастыря. В. Д. Сарабьянов предполагает, что протографом для пафнутьевской росписи послужили фрески Богоявленского собора, а сама программа росписи связана с деятельностью митрополита Московского Макария. «Древо» Боровского монастыря представляет собой сокращённый вариант росписи Благовещенского собора. В нём не более 45 фигур, отсутствуют евангельские и ветхозаветные сцены, античные философы расположены вне композиции, на сводах и колоннах паперти.
Однако, и после этого «Древо Иессеево» не становится распространённым сюжетом в России. Среди немногих реплик «Древа» — икона 1568 года, написанная вологодским иконописцем Дионисием Гринковым под влиянием иконографии «Макарьевского» круга. На этой иконе широко представлены евангельские сюжеты, фигуры ветхозаветных пророков, античных философов и сивилл. Другим известным примером является роспись галерей Спасо-Преображенского собора Новоспасского монастыря. Здесь в композицию включены и фигуры русских князей.
В XVII—XVIII веках композиция получила распространение в книжной миниатюре.
Иконография «Древа Иессеева» повлияла на сложение иконографии Древа государей Российских.

## Галерея

### Западная Европа
- «Древо Иессеево»
Английская миниатюра
XII век.
- «Древо Иессеево»
Французскакя миниатюра
XII век.
- «Древо Иессеево»
Церковь святого Иоанна. Торунь
(ок. 1380-1390 гг.)
- «Древо Иессеево»
Витражи церкви Сент-Этьен-де-Бове, Франция
1522-1524 гг.

### Балканы
- «Лоза Иессеева»
Монастырь Дечаны (Болгария)
- Фреска «Древо Иессея».
Рождественская церковь, Арбанаси (Болгария)
XVII век

### Россия
- «Древо Иессеево»
Вторая половина XVII века Архивная копия от 5 марта 2016 на Wayback Machine